# ونسار
ونسار (به لاتین: Vanassaare) یک روستا در استونی است که در دهستان ساره واقع شده‌است.

## خصوصیات
ونسار ۴۴ نفر جمعیت دارد.